# 浸透
浸透（しんとう）とは、
1. 一般的には、物体の隙間をすり抜けて液体が通過したり、内側に入り込むこと。
2. 軍事に関する用語としては、敵の警戒網をすり抜けて部隊を侵入させること（浸透作戦）を指すが、ここでは主に1.について取り扱う。

溶質の濃度が高い液体と濃度が低い液体が半透膜を隔てている場合、濃度の低い液体から濃度の高い液体へと自然に溶媒が移動し、濃度を同等に保とうとする。この現象では溶媒が動くためにエネルギーが発生している。このエネルギーを浸透圧といい、濃度の差を保つために必要な分の力が浸透圧の力量である。
また、半透膜に溶剤の多く混ざった液体を浸透圧以上の圧力をかけながら通すことで溶媒に溶け込んだ高分子物質のような物体の一部を除くことも出来る。
細胞膜など多くの生物の多くがこの浸透を利用して生きている。一般に、これらの膜は糖類などのような巨大な分子構造を持っている分子は通さない。
また、これに似た現象をも浸透と呼ぶ。思想が受け入れられることを浸透と呼ぶこともある。